# Podoplea
Podoplea is een superorde van de eenoogkreeftjes in de infraklasse van de Neocopepoda.

## Ordes
- Canuelloida
- Cyclopoida Burmeister, 1835
- Gelyelloida Huys, 1988
- Harpacticoida Sars, 1903
- Misophrioida Gurney, 1927
- Monstrilloida Sars, 1903
- Mormonilloida Boxshall, 1979
- Siphonostomatoida Thorell, 1859

### Synoniemen
- Andreinidea → Poecilostomatoida → Ergasilida
- Caligoida → Siphonostomatoida
- Cyclopidea → Cyclopoida
- Lerneopodidea → Siphonostomatoida
- Philichthyidea → Poecilostomatoida → Ergasilida
- Sarcotacidea → Poecilostomatoida → Ergasilida
- Thaumatopsylloida → Cyclopoida